# Харів Володимир Михайлович
Володимир Михайлович Харів (11 листопада 1925, місто Стрий, тепер Львівської області — ?) — український радянський діяч, машиніст паровоза депо станції Стрий Дрогобицької (Львівської) області. Депутат Верховної Ради СРСР 5-го скликання.

## Біографія
Народився 11 листопада 1925 року в родині робітника-залізничника. Освіта неповна середня.
З 1944 по 1948 рік — у Радянській армії, учасник німецько-радянської війни.
У 1948 році закінчив курси помічників машиніста паровоза. У 1948—1955 роках — кочегар, помічник машиніста паровоза депо станції Стрий Дрогобицької області. У 1955—1956 роках — слухач річних курсів машиністів паровоза у Львові.
З 1956 року — машиніста паровоза депо станції Стрий Львівської залізниці Дрогобицької (Львівської) області.
Член КПРС з 1959 року.
Потім — на пенсії у місті Львові.

## Нагороди
- орден Вітчизняної війни ІІ ст. (6.04.1985)